# Tommy Karevik

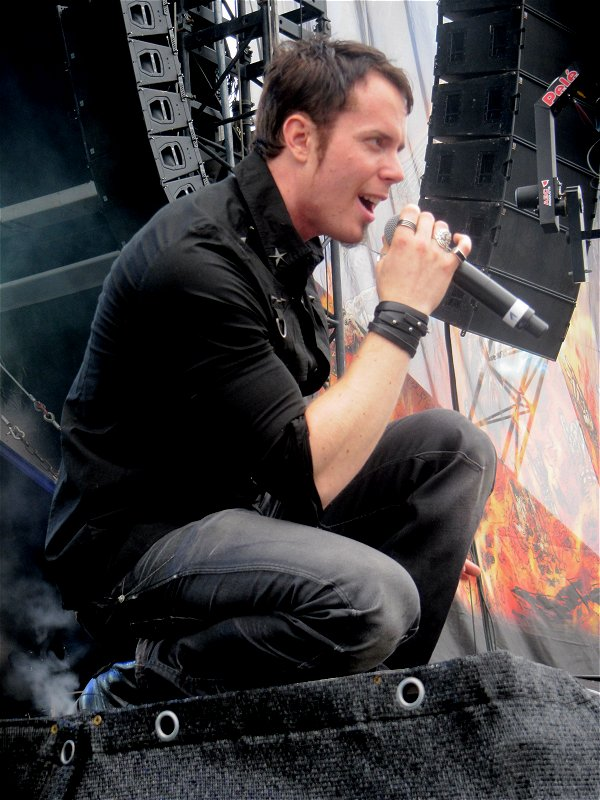
Tommy Karevik / BYH Festival 2012

Tommy Karevik (* 1. November 1981 in Stockholm) ist ein schwedischer Metal-Sänger, der als Leadsänger der Progressive-Metal-Band Seventh Wonder bekannt wurde. Am 22. Juni 2012 trat er der Band Kamelot als neuer Sänger bei.

## Biografie
Tommy Karevik wurde am 1. November 1981 in Stockholm geboren. Nach der Schule machte er eine Ausbildung zum Feuerwehrmann und arbeitete viele Jahre in diesem Beruf.
Nachdem er zusammen mit seinem Freund Johan Larsson mehr aus Spaß schwedische Pop Songs geschrieben hatte, sang er für die Band Vindictive ein paar Songs für ihr Demo ein. 2005 trat er Seventh Wonder als Sänger bei, kurz nachdem sie ihr Debütalbum Become veröffentlicht hatten. Nachdem Tommy zur Band hinzugestoßen war, tourten sie für eine kurze Zeit, um das Album zu bewerben.
Die Band ging danach zurück ins Studio, um neues Material mit ihrem neuen Sänger aufzunehmen. Das Ergebnis war das Album Waiting in the Wings, welches 2006 veröffentlicht wurde. Das Album bekam sehr positive Reviews. Seither ist Kareviks ausdrucksstarker Gesang eines der Markenzeichen von Seventh Wonder geworden. Im Jahre 2008 veröffentlichte die Band dann ihr Konzeptalbum Mercy Falls. Im Jahre 2010 folgte The Great Escape.
Tommy Karevik war 2010 Gastsänger beim Lied Stare Into My Eyes von PelleK, das 2010 auf der EP My Demons und 2012 auf dem Album Bag of Tricks erschien.
2010 trat Tommy Karevik zum ersten Mal als Gastsänger für die amerikanische Melodic-Metal-Band Kamelot beim ProgPower Festival in den USA auf. 2011 folgte dann eine Europatour mit der Band als Gastsänger. Da ihr vorheriger Sänger Roy Khan zuerst krankheitsbedingt ausfiel und dann ganz aus der Band ausstieg, sprang Fabio Lione (Rhapsody of Fire) als Ersatz ein. Tommy Karevik sang auf der Tour in erster Linie die Backing Vocals, übernahm pro Abend jedoch für einen Song das Micro von Fabio Lione. Er sang unter anderem Center Of The Universe, Eden Echo, Soul Society, The Human Stain und When The Lights Are Down.
Am 22. Juni 2012 wurde dann bekannt gegeben, dass Karevik als Leadsänger für Kamelot ausgesucht wurde. Im Sommer trat er erstmals zusammen mit der Band auf einigen Festivals auf, unter anderem beim Wacken Open Air. Kurz darauf begann die extensive Welttournee für das im Oktober 2012 erscheinende Album „Silverthorn“. Bei dem Album handelt es sich um ein Konzeptalbum. Tommy Karevik ist bei dem Album in erster Linie für die Gesangsmelodien und Lyrics zuständig, wirkte aber auch an der Entwicklung der Geschichte für das Konzeptalbum mit.
2013 war Tommy Karevik Gastsänger auf Ayreons Album  The Theory of Everything.
Im Juni 2019 gab Karevik seine Verlobung mit der kanadischen Sängerin und Songwriterin Kobra Paige bekannt.
Tommy Kareviks Einflüsse sind unter anderem Queen, Russell Allen, Andrew Lloyd Webber, Ronnie James Dio, und Jørn Lande.

## Diskografie

### Kamelot
- Silverthorn (2012)
- Haven (2015)
- The Shadow Theory (2018)
- The Awakening (2023)

### Seventh Wonder
- Waiting in the Wings (2006)
- Mercy Falls (2008)
- The Great Escape (2010)
- Tiara (2018)
- The Testament (2022)